# Karl Wahlberg
Karl Wahlberg (n. 31 martie 1874, Stockholm, Suedia-Norvegia – d. 1 august 1934, Stockholm, Suedia) a fost un jucător de curl ce a reprezentat Suedia, medaliat olimpic. A participat la o ediție a Jocurilor Olimpice (1924) în care a câștigat o medalie de argint.

## Participări
Lista de mai jos prezintă principalele competiții la care a participat Karl Wahlberg de-a lungul carierei.
- Curling la Jocurile Olimpice de iarnă din 1924